# Claudia Cardinalová
Claudia Cardinalová, nepřechýleně Claudia Cardinale (někdy označována CC, * 15. dubna 1938 Tunis) je italská divadelní a filmová herečka, která se stala hereckou legendou a sexuálním symbolem 60. a 70. let dvacátého století. Často jí byly svěřovány filmové role žen s italským temperamentem. Během své kariéry spolupracovala s řadou známých režisérů a získala řadu filmových ocenění.

## Život a kariéra

### Dětství a mládí

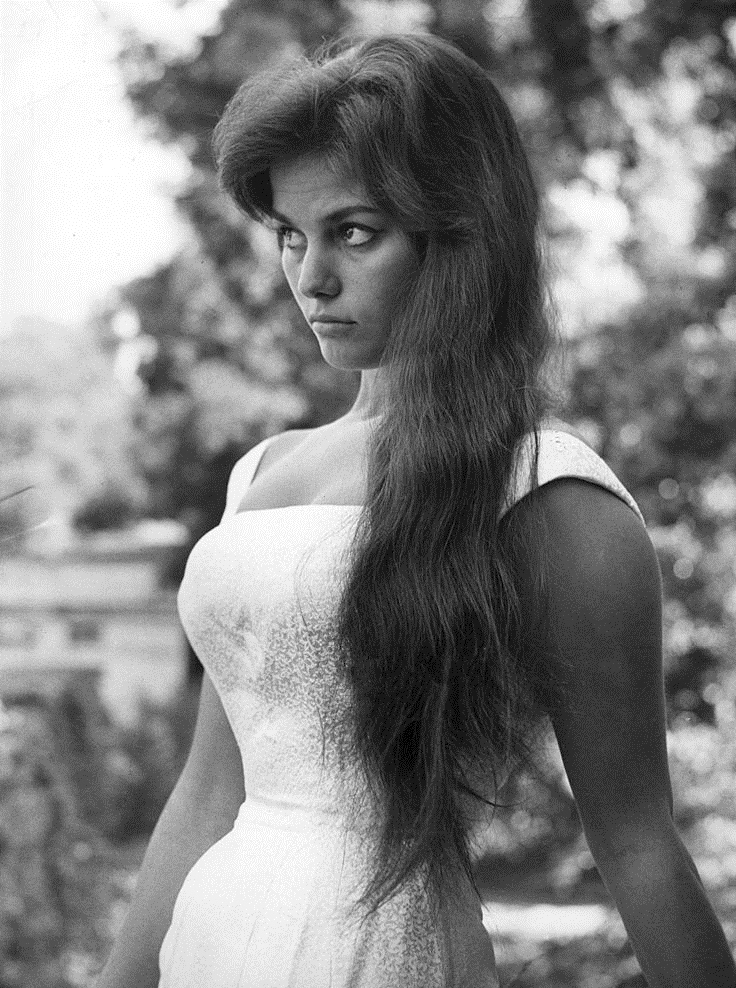
Claudia Cardinalová, 1957

Narodila se v roce 15. dubna 1938 jako Claude Joséphine Rose Cardinale rodičům sicilského původu, kteří po tři generace žili v Tunisku. I když její předci pocházeli ze Sicílie, v jejich rodině v Tunisku se mluvilo pouze francouzsky, neboť to byla jedna z úředních řečí země, a jí samé se dostalo francouzské, nikoliv italské výchovy. Jako dítě zažila v Tunisku boje na africké frontě druhé světové války, což pro ni znamenalo ukrývání se ve sklepeních společně s rodiči a mladšími sourozenci (sestra a dva bratři) a časté stěhování.
Již jako dítě nebyla k přehlédnutí, a to díky svému fotogenickému vzhledu. Jako mladá dívka vypadala mladší, než skutečně byla. V roce 1957 ve svých devatenácti letech vyhrála titul nejkrásnější Italky v Tunisku, a to údajně proti své vůli: byla nejkrásnější dívkou v sále a tak ji vytáhli na pódium. Jako odměnu pak dostala zájezd na Benátský filmový festival, kde její exotická krása sklidila velké uznání. Do dvou měsíců získala kontrakt na filmovou roli, přestože předtím nikdy herečkou být nechtěla, filmové role odmítala a chtěla být například učitelkou. K jejím vzorům patřila Brigitte Bardotová, kterou v mládí někdy dokonce napodobovala.

### Herecká kariéra
Jako dítě „vynikala“ poněkud výraznějším hlubokým, až chraplavým, hlasem. K její půvabné tváři a tělu patří tedy ve skutečnosti poměrně drsný hlas, který podle většiny filmových režisérů vůbec neladil s jejím exotickým zevnějškem, a tak ji nechali dabovat – a to dokonce i v italštině. Teprve režisér Federico Fellini ji nechal promluvit vlastním hlasem, a to v roce 1963 ve filmu Osm a půl (Otto e mezzo). Také Luchino Visconti nenechal jako jeden z mála film Hvězdy velkého vozu (Vaghe stelle dell'Orsa) (1965) předabovat.

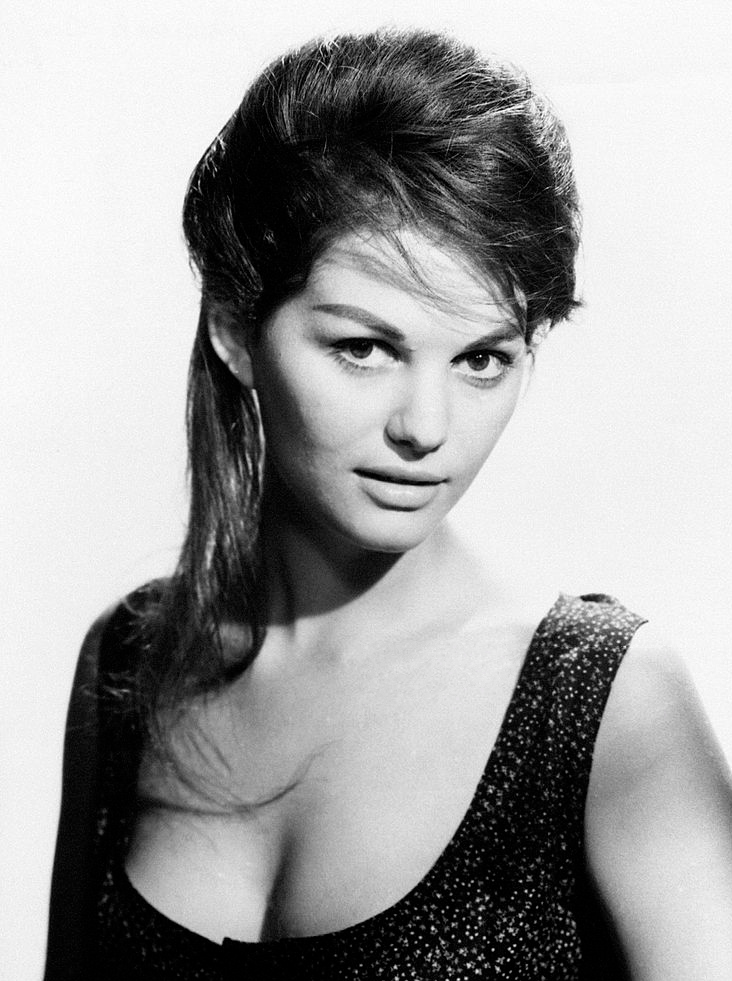
Claudia Cardinalová, 1960

Jejím filmovým debutem byl snímek Zmýlená neplatí z roku 1958. Objevila se v nejednom americkém filmu, například v Růžovém panterovi a ve filmu Svět cirkus (Il circo e la sua grande avventura) vedle Johna Wayna a Rity Hayworthové. Je považována za jeden ze symbolů italského filmu a zároveň je nejslavnější tuniskou herečkou.
V roce 1962 se objevila po boku Jeana-Paula Belmonda ve filmů Cartouche, z dalších výrazných titulů se jednalo o Tenkrát na Západě (1968) a Hezký, charakterní Ital v Austrálii hledá krajanku za účelem sňatku (1971). Hrála také ve snímcích Petrolejářky (Les pétroleuses, režisér Christian-Jaque, 1971), Červený stan, Zavázané oči, Děvče se zavazadlem a dalších. V červenci 1964 byla hostem karlovarského filmového festivalu.
Celosvětovou známost získala především ze dvou filmů režiséra Luchina Viscontiho, ve kterých hrála po boku Alaina Delona. Byly to snímky Rocco a jeho bratři (Rocco e i suoi fratelli) z roku 1960 a Gepard (Il Gattopardo) z roku 1963. Předlohou významného filmu Gepard, jednoho z nejlepších snímků v dějinách filmu, byl stejnojmenný román italského knížete Giuseppe Tomasi di Lampedusa.
Také Marcello Mastroianni byl hereckým partnerem Claudie Cardinalové, a to ve snímku Krásný Antonio, který natočil režisér Mauro Bolognini v roce 1960, a ve známém epizodovém filmu Federica Felliniho Osm a půl.

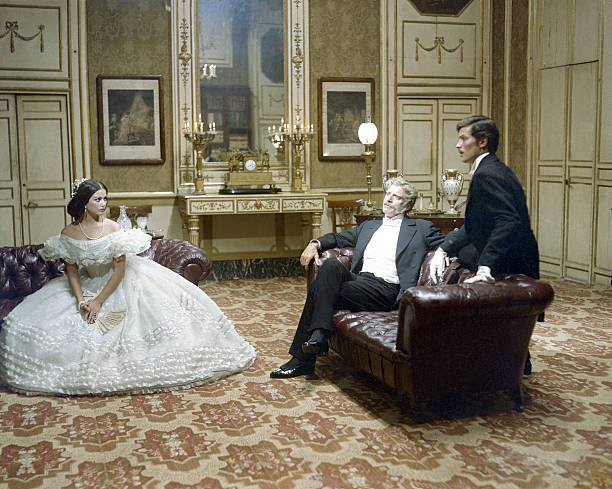
Ve filmu Gepard s Burtem Lancasterem a Alainem Delonem

Dne 21. prosince roku 1968 se v Itálii uskutečnila premiéra westernu Tenkrát na Západě (C'era una volta i West) režiséra Sergia Leoneho, kde hrála roli vdovy po irském přistěhovalci McBainovi. Tento italowestern se stal kultovním filmem, v některých zemích západní Evropy se promítal nepřetržitě šest let a Cardinalovou proslavil ještě více než umělecky významnější dřívější filmy režisérů Viscontiho a Felliniho. Hrála v něm po boku Henry Fondy, Charlese Bronsona nebo Jasona Robardse. Herečka údajně nabídku na tuto roli přijala ihned potom, co si poslechla hudbu k filmu, kterou složil Ennio Morricone na motivy staré německé balady Spiel mir das Lied vom Tod (Zpívej mi píseň o smrti).
Při natáčeních se naučila jezdit na koni a točila i nebezpečnější scény včetně žebříkových pod vrtulníkem. Díky svému africkému původu byla také většinou jediná, která neměla žaludeční potíže při natáčení v takových oblastech jako jsou amazonské pralesy. Natočila přibližně 150 filmů a od postav, ve kterých uplatňovala zejména svůj zjev, se později dostala k charakternějším rolím silných žen.
V roce 2000 začala kromě filmu hrát rovněž v divadle, například ve hrách Luigiho Pirandella nebo Tennesseeho Williamse.

### Osobní život a další aktivity

Ve scéně filmu Ztracená jednotka

Její život zpočátku ovlivňovaly dodatky ke smlouvě s filmovým producentem Francem Cristaldim, se kterým žila 15 let. Přesně tak dlouho trvala jejich smlouva a ona nesměla po tu dobu přibrat na váze, měnit svévolně způsob oblékání ani líčení a hlavně musela před novináři tajit existenci svého malého syna Patricka, kterého porodila v devatenácti letech. Patricka její rodina vydávala za jejího nejmladšího sourozence a ani dítě nesmělo vědět, kdo je jeho pravá matka.[zdroj⁠?!] Počátkem šedesátých let ale novináři tajemství odhalili a herečka byla nucena přiznat své mateřství.
Má se zato, že byla provdaná za Franca Cristaldiho. Manželství trvalo od roku 1966 do rozvodu v roce 1975. Od roku 1975 žije s režisérem Pasqualem Squitierim. Squitieri je otcem jejího druhého dítěte, dcery Claudie, která se jí narodila až po čtyřicítce. V roce 1979 se stala babičkou, když se jí narodila vnučka Lucille, dcera jejího syna Patricka. Dcera Claudia absolvovala francouzskou Sorbonnu.
V roce 1968 se zúčastnila demonstrace za legalizaci rozvodů. Při filmování se stala kuřačkou.
V roce 2012 zasedala v porotě České Miss. Bydlí v Paříži, je velvyslankyní UNESCO pro ženy 21. století a aktivistkou pro ochranu ženských práv v rodném Tunisku.

## Filmografie (výběr)
- 1958 – Zmýlená neplatí (I soliti ignoti), režie Mario Monicelli
- 1958 – Tre straniere a Roma (Tre straniere a Roma), režie Claudio Gora
- 1958 – Goha (Goha), režie Jean Bourgoin
- 1959 – Vento del sud (Vento del sud), režie Enzo Provenzale
- 1959 – La prima notte (La prima notte), režie Alberto Cavalcanti
- 1959 – Slepá ulička (Il magistrato), režie Luigi Zampa
- 1959 – Un maledetto imbroglio (Un maledetto imbroglio), režie Pietro Germi
- 1960 – Znovu v nesnázích (Audace colpo dei soliti ignoti), režie Nanni Loy
- 1960 – Rocco a jeho bratři (Rocco e i suoi fratelli), režie Luchino Visconti
- 1960 – Napoleon (Austerlitz), režie Abel Gance
- 1960 – Krásný Antonio (Il bell'Antonio), režie Mauro Bolognini
- 1960 – Já, delfín (I delfini), režie Francesco Maselli
- 1961 – Statek (La viaccia), režie Mauro Bolognini
- 1961 – Děvče se zavazadlem (La ragazza con la valigia), režie Valerio Zurlini
- 1962 – Stárnutí (Senilità), režie Mauro Bolognini
- 1962 – Cartouche (Cartouche), režie Philippe de Broca
- 1963 – 8½ (8½), režie Federico Fellini
- 1963 – Růžový panter (The Pink Panther), režie Blake Edwards
- 1963 – Gepard (Il Gattopardo), režie Luchino Visconti
- 1963 – Bubovo děvče (La ragazza di Bube), režie Luigi Comencini
- 1964 – Gli indifferenti (Gli indifferenti), režie Francesco Maselli
- 1964 – Cirkusový svět (Circus World), režie Henry Hathaway
- 1964 – Báječný paroháč (Il magnifico cornuto), režie Antonio Pietrangeli
- 1965 – Naslepo (Blindfold), režie Philip Dunne
- 1965 – Hvězdy Velkého vozu (Vaghe stelle dell'Orsa), režie Luchino Visconti
- 1966 – Ztracená jednotka (Lost Command), režie Mark Robson
- 1966 – Profesionálové (The Professionals), režie Richard Brooks
- 1967 – Nedělejte zmatek (Don't Make Waves), režie Alexander Mackendrick
- 1967 – Una rosa per tutti (Una rosa per tutti), režie Franco Rossi
- 1968 – Tenkrát na Západě (C'era una volta il West), režie Sergio Leone
- 1968 – K čertu s hrdiny  (The Hell with Heroes), režie Joseph Sargent
- 1968 – Den sovy (Il giorno della civetta), režie Damiano Damiani
- 1969 – Ruba al prossimo tuo (Ruba al prossimo tuo), režie Francesco Maselli
- 1969 – Červený stan (Krasnaja palatka), režie Michail Kalatozov
- 1969 – Certo, certissimo, anzi... probabile (Certo, certissimo, anzi... probabile), režie Marcello Fondato
- 1970 – Gerardova dobrodružství (The Adventures of Gerard), režie Jerzy Skolimowski
- 1971 – Popsy Pop (Fuori il malloppo), režie Jean Herman
- 1971 – Petrolejářky (Les Pétroleuses), režie Christian-Jaque
- 1971 – Hezký, charakterní Ital v Austrálii hledá krajanku za účelem sňatku (Bello, onesto, emigrato Australia sposerebbe compaesana illibata), režie Luigi Zampa
- 1971 – Audience (L'udienza), režie Marco Ferreri
- 1972 – Smůla (La Scoumoune), režie José Giovanni
- 1974 – Rodinný portrét  (Gruppo di famiglia in un interno), režie Luchino Visconti
- 1974 – I guappi (I guappi), režie Pasquale Squitieri
- 1975 – Qui comincia l'avventura (Qui comincia l'avventura), režie Carlo Di Palma
- 1975 – Po půlnoci to roztočíme (A mezzanotte va la ronda del piacere), režie Marcello Fondato
- 1975 – Libera, amore mio... (Libera, amore mio...), režie Mauro Bolognini
- 1976 – Společný pocit studu (Il comune senso del pudore), režie Alberto Sordi
- 1977 – Železný šéf (Il prefetto di ferro), režie Pasquale Squitieri
- 1977 – Sbohem a amen (Goodbye & Amen), režie Damiano Damiani
- 1977 – Ježíš Nazaretský (Gesù di Nazareth), režie Franco Zeffirelli
- 1978 – La Part du feu (Fire's Share), režie Etienne Périer
- 1978 – Dívka v modrém sametu (La Petite fille en velours bleu), režie Alan Bridges
- 1978 – Corleone (Corleone), režie Pasquale Squitieri
- 1978 – L'arma (L'arma), režie Pasquale Squitieri
- 1979 – Útěk do Atén (Escape to Athena), režie George Pan Cosmatos
- 1981 – Salamendr (The Salamander), režie Peter Zinner
- 1981 – Dvě tváře války (La Pelle), režie Liliana Cavaniová
- 1982 – Fitzcarraldo (Fitzcarraldo), režie Werner Herzog
- 1982 – Dárek (Le Cadeau), režie Michel Lang
- 1983 – Drsný chlapík (Le ruffian), režie José Giovanni
- 1984 – Jindřich IV. (Enrico IV), režie Marco Bellocchio
- 1984 – Claretta (Claretta ), režie Pasquale Squitieri
- 1985 – Příští léto (L'Été prochain), režie Nadine Trintignantová
- 1985 – Žena snů (La Donna delle meraviglie), režie Alberto Bevilacqua
- 1986 – La Storia (La Storia), režie Luigi Comencini
- 1986 – Naso di cane (Naso di cane), režie Pasquale Squitieri
- 2012 – Deauville (Deauville), režie Miguel Cruz Carretero
- 2012 – Diventare italiano con la signora Enrica (Diventare italiano con la signora Enrica), režie Ali Ilhan
- 2012 – Effie (Effie), režie Richard Laxton
- 2012 – Piccolina bella (Piccolina bella), režie Anna Scaglione
- 2012 – Umělec a modelka (El artista y la modelo), režie Fernando Trueba
- 2013 – La montagna silenziosa (La montagna silenziosa), režie Ernst Gossner
- 2013 – Joy de V. (Joy de V.), režie Nadia Szold
- 2013 – Ultima fermata (Ultima fermata), režie Giambattista Assanti
- 2013 – Più buio di mezzanotte non può fare (Più buio di mezzanotte non può fare), režie Sebastiano Riso
- 2013 – The third person (The third person), režie Paul Haggis

## Ocenění
Filmová ocenění

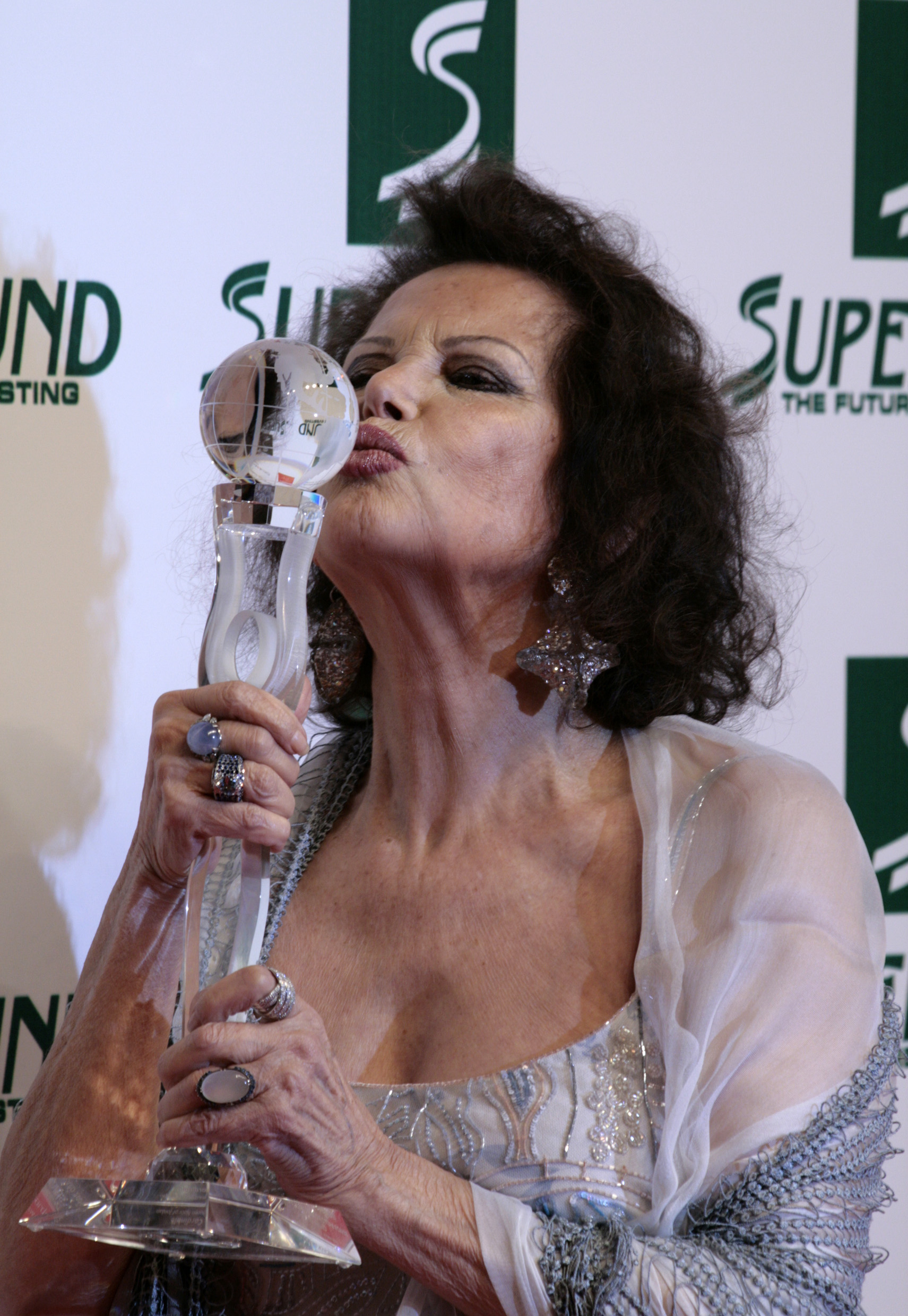
Claudia Cardinalová, 2009

- 1984 – cena za nejlepší herečku za film Claretta na Benátském filmovém festivalu
- 1993 – Zlatý lev za přínos světové kinematografii na Benátském filmovém festivalu
- 2002 – Čestný Zlatý medvěd za celoživotní dílo na Berlínském filmovém festivalu
- 2006 – cena Kristián za přínos světové kinematografii na festivalu Febiofest[3]
- 2011 – Zlatý leopard za celoživotní dílo na Filmovém festivalu v Locarnu

Státní vyznamenání
- Itálie
  -  Komtur Řádu za zásluhy o Italskou republiku
  -  Velkodůstojník Řádu za zásluhy o Italskou republiku
- Francie
  -  Rytíř čestné legie
  -  Důstojník čestné legie
  -  Komandér čestné legie
  -  Velkodůstojník čestné legie (2019) [10]